# Live Sentence
Albums de Alcatrazz
No Parole from Rock N' Roll
(1983) Disturbing the Peace
(1985)
Live Sentence (1984) est l'unique album live sorti par le groupe Alcatrazz mené par Graham Bonnet, il contient certaines chansons de Bonnet à l'époque de son groupe de heavy metal avec Ritchie Blackmore, Rainbow.

## Liste des plages
1. "Too Young to Die, Too Drunk to Live" (Graham Bonnet, Yngwie Malmsteen) - 4:48
2. "Hiroshima Mon Amour" (Bonnet, Malmsteen) - 4:13
3. "Night Games" (Ed Hamilton) - 3:28
4. "Island in the Sun" (Bonnet, Malmsteen, Jimmy Waldo) - 4:09
5. "Kree Nakoorie" (Bonnet, Malmsteen, Waldo) - 6:52
6. "Coming Bach" (Johann Sebastian Bach) - 0:52
7. "Since You Been Gone" (Russ Ballard) - 3:32
8. "Evil Eye" (Malmsteen) - 5:13
9. "All Night Long" (Ritchie Blackmore, Roger Glover) - 5:45

## Musiciens
- Graham Bonnet - chant
- Yngwie Malmsteen - guitare
- Gary Shea - basse
- Jan Uvena - batterie
- Jimmy Waldo - claviers

Cet album live comporte un titre solo de Graham Bonnet, deux reprises de Rainbow tirées de l'album Down to Earth ainsi qu'un interlude emprunté à J.S. Bach.
Un premier titre solo du guitariste Yngwie Malmsteen fait son apparition, Evil Eye. Bien que ce ne soit pas la version définitive, l'ossature du titre est néanmoins présente.
La chanson Kree Nakoori qui durait 11:13 a été coupée sur l'album à 6:52, après les acclamations du public. Il y avait ensuite un solo de guitare de 4:21 pendant lequel Yngwie Malmsteen imitait le décollage d'un vaisseau spatial.